# Campionato europeo femminile under 18 di pallavolo 2024
Il campionato europeo femminile under 18 di pallavolo 2024 si è svolto dal 1º al 13 luglio 2024 a Blaj, in Romania, e Candia, in Grecia: al torneo hanno partecipato sedici squadre nazionali under 18 europee e la vittoria finale è andata, per la prima volta, alla Bulgaria.
La Romania è subentrata a Cipro nell'organizzazione della manifestazione, a seguito della rinuncia da parte di quest'ultima federazione.

## Impianti
|                                                                              |                                                                               |  |
|                                                                              |                                                                               |  |
| Sala polivalentă Alba Blaj Città: Blaj Capienza: 2 000 Anno d'apertura: 2023 | Kleisto Gymnastīrio Linto Città: Candia Capienza: 1 400 Anno d'apertura: 1986 |  |

## Regolamento

### Formula
La formula ha previsto:
- Fase a gironi, disputata con girone all'italiana, con partite di sola andata: le prime due classificate di ogni girone hanno acceduto alla fase finale;
- Fase finale, disputata con semifinali, finale per il terzo posto e finale.

### Criteri di classifica
Se il risultato finale è stato di 3-0 o 3-1 sono stati assegnati 3 punti alla squadra vincente e 0 a quella sconfitta, se il risultato finale è stato di 3-2 sono stati assegnati 2 punti alla squadra vincente e 1 a quella sconfitta.
L'ordine del posizionamento in classifica è stato definito in base a:
- Numero di partite vinte;
- Punti;
- Ratio dei set vinti/persi;
- Ratio dei punti realizzati/subiti;
- Risultati degli scontri diretti.

## Squadre partecipanti
| Squadra     | Qualificazione                                                     | Ultima partecipazione |
| ----------- | ------------------------------------------------------------------ | --------------------- |
| Belgio      | 1ª alla prima fase del torneo di qualificazione (WEVZA)            | Bulgaria 2015         |
| Bulgaria    | 1ª alla seconda fase del torneo di qualificazione (girone E)       | Repubblica Ceca 2022  |
| Croazia     | 1ª alla prima fase del torneo di qualificazione (MEVZA)            | Repubblica Ceca 2022  |
| Finlandia   | 1ª alla prima fase del torneo di qualificazione (NEVZA)            | Repubblica Ceca 2022  |
| Germania    | 1ª alla seconda fase del torneo di qualificazione (girone C)       | Repubblica Ceca 2022  |
| Grecia      | Paese organizzatore                                                | Paesi Bassi 2017      |
| Italia      | 1ª alla seconda fase del torneo di qualificazione (girone A)       | Repubblica Ceca 2022  |
| Lituania    | Quarta migliore 2ª alla seconda fase del torneo di qualificazione  | Debutto               |
| Paesi Bassi | 1ª alla seconda fase del torneo di qualificazione (girone B)       | Repubblica Ceca 2022  |
| Polonia     | 1ª alla prima fase del torneo di qualificazione (EEVZA)            | Repubblica Ceca 2022  |
| Romania     | Paese organizzatore                                                | Montenegro 2020       |
| Serbia      | Seconda migliore 2ª alla seconda fase del torneo di qualificazione | Repubblica Ceca 2022  |
| Slovenia    | 1ª alla seconda fase del torneo di qualificazione (girone D)       | Repubblica Ceca 2022  |
| Spagna      | Migliore 2ª alla seconda fase del torneo di qualificazione         | Turchia 2011          |
| Turchia     | 1ª alla prima fase del torneo di qualificazione (BVA)              | Repubblica Ceca 2022  |
| Ungheria    | Terza migliore 2ª alla seconda fase del torneo di qualificazione   | Repubblica Ceca 2022  |

## Torneo

### Fase a gironi
| Girone I (in Romania) | Girone II (in Grecia) |
| --------------------- | --------------------- |
| Belgio                | Bulgaria              |
| Croazia               | Finlandia             |
| Italia                | Germania              |
| Paesi Bassi           | Grecia                |
| Romania               | Ungheria              |
| Serbia                | Lituania              |
| Slovenia              | Polonia               |
| Spagna                | Turchia               |

#### Girone I

##### Risultati
| 1º luglio 2024 Sala polivalentă Alba Blaj, Blaj Durata: 2h:14 - Spettatori: 60  | Italia      | 3 - 2 | Croazia     | 25-22, 23-25, 26-28, 25-20, 15-10 |
| 1º luglio 2024 Sala polivalentă Alba Blaj, Blaj Durata: 1h:19 - Spettatori: 80  | Slovenia    | 0 - 3 | Belgio      | 22-25, 23-25, 16-25               |
| 1º luglio 2024 Sala polivalentă Alba Blaj, Blaj Durata: 1h:26 - Spettatori: 200 | Spagna      | 3 - 0 | Romania     | 31-29, 25-19, 25-14               |
| 1º luglio 2024 Sala polivalentă Alba Blaj, Blaj Durata: 2h:00 - Spettatori: 80  | Paesi Bassi | 3 - 2 | Serbia      | 17-25, 27-25, 25-16, 15-25, 15-8  |
| 2 luglio 2024 Sala polivalentă Alba Blaj, Blaj Durata: 2h:16 - Spettatori: 60   | Spagna      | 2 - 3 | Belgio      | 26-24, 20-25, 25-21, 20-25, 12-15 |
| 2 luglio 2024 Sala polivalentă Alba Blaj, Blaj Durata: 1h:50 - Spettatori: 70   | Italia      | 3 - 1 | Paesi Bassi | 25-21, 25-14, 19-25, 25-22        |
| 2 luglio 2024 Sala polivalentă Alba Blaj, Blaj Durata: 2h:23 - Spettatori: 200  | Romania     | 3 - 1 | Serbia      | 25-12, 21-25, 25-15, 25-21        |
| 2 luglio 2024 Sala polivalentă Alba Blaj, Blaj Durata: 2h:18 - Spettatori: 45   | Croazia     | 3 - 2 | Slovenia    | 24-26, 26-24, 25-20, 12-25, 15-11 |
| 3 luglio 2024 Sala polivalentă Alba Blaj, Blaj Durata: 1h:27 - Spettatori: 60   | Spagna      | 0 - 3 | Italia      | 21-25, 27-29, 25-27               |
| 3 luglio 2024 Sala polivalentă Alba Blaj, Blaj Durata: 2h:06 - Spettatori: 50   | Paesi Bassi | 2 - 3 | Croazia     | 19-25, 25-23, 25-18, 20-25, 9-15  |
| 3 luglio 2024 Sala polivalentă Alba Blaj, Blaj Durata: 1h:37 - Spettatori: 300  | Slovenia    | 3 - 1 | Romania     | 15-25, 25-13, 25-22, 25-16        |
| 3 luglio 2024 Sala polivalentă Alba Blaj, Blaj Durata: 1h:56 - Spettatori: 70   | Belgio      | 3 - 1 | Serbia      | 25-15, 27-25, 25-27, 25-16        |
| 5 luglio 2024 Sala polivalentă Alba Blaj, Blaj Durata: 1h:45 - Spettatori: 50   | Serbia      | 1 - 3 | Slovenia    | 18-25, 25-21, 20-25, 20-25        |
| 5 luglio 2024 Sala polivalentă Alba Blaj, Blaj Durata: 1h:21 - Spettatori: 80   | Italia      | 3 - 0 | Belgio      | 25-22, 25-22, 25-21               |
| 5 luglio 2024 Sala polivalentă Alba Blaj, Blaj Durata: 1h:59 - Spettatori: 300  | Romania     | 3 - 1 | Paesi Bassi | 26-24, 24-26, 25-23, 25-15        |
| 5 luglio 2024 Sala polivalentă Alba Blaj, Blaj Durata: 1h:49 - Spettatori: 80   | Croazia     | 1 - 3 | Spagna      | 17-25, 24-26, 25-18, 22-25        |
| 6 luglio 2024 Sala polivalentă Alba Blaj, Blaj Durata: 1h:55 - Spettatori: 85   | Paesi Bassi | 2 - 3 | Belgio      | 20-25, 25-21, 25-14, 18-25, 11-15 |
| 6 luglio 2024 Sala polivalentă Alba Blaj, Blaj Durata: 2h:00 - Spettatori: 100  | Spagna      | 3 - 2 | Slovenia    | 21-25, 15-25, 25-17, 25-23, 16-14 |
| 6 luglio 2024 Sala polivalentă Alba Blaj, Blaj Durata: 2h:04 - Spettatori: 300  | Croazia     | 2 - 3 | Romania     | 22-25, 25-21, 19-25, 25-16, 9-15  |
| 6 luglio 2024 Sala polivalentă Alba Blaj, Blaj Durata: 1h:09 - Spettatori: 70   | Italia      | 3 - 0 | Serbia      | 25-17, 25-18, 25-20               |
| 8 luglio 2024 Sala polivalentă Alba Blaj, Blaj Durata: 1h:43 - Spettatori: 50   | Paesi Bassi | 1 - 3 | Spagna      | 25-23, 22-25, 12-25, 25-27        |
| 8 luglio 2024 Sala polivalentă Alba Blaj, Blaj Durata: 1h:25 - Spettatori: 40   | Serbia      | 0 - 3 | Croazia     | 23-25, 22-25, 22-25               |
| 8 luglio 2024 Sala polivalentă Alba Blaj, Blaj Durata: 1h:43 - Spettatori: 200  | Belgio      | 3 - 1 | Romania     | 25-18, 21-25, 25-16, 25-20        |
| 8 luglio 2024 Sala polivalentă Alba Blaj, Blaj Durata: 1h:43 - Spettatori: 100  | Slovenia    | 3 - 1 | Italia      | 15-25, 25-20, 25-22, 25-22        |
| 9 luglio 2024 Sala polivalentă Alba Blaj, Blaj Durata: 1h:35 - Spettatori: 40   | Belgio      | 3 - 1 | Croazia     | 22-25, 25-19, 25-12, 25-18        |
| 9 luglio 2024 Sala polivalentă Alba Blaj, Blaj Durata: 1h:41 - Spettatori: 45   | Serbia      | 1 - 3 | Spagna      | 25-17, 23-25, 13-25, 23-25        |
| 9 luglio 2024 Sala polivalentă Alba Blaj, Blaj Durata: 1h:16 - Spettatori: 150  | Romania     | 0 - 3 | Italia      | 22-25, 20-25, 16-25               |
| 9 luglio 2024 Sala polivalentă Alba Blaj, Blaj Durata: 1h:08 - Spettatori: 70   | Slovenia    | 3 - 0 | Paesi Bassi | 25-20, 25-18, 25-16               |

##### Classifica
| Pos. | Squadra     | Pt | G | V | P | SV | SP | Ratio | PF  | PS  | Ratio |
| ---- | ----------- | -- | - | - | - | -- | -- | ----- | --- | --- | ----- |
| 1.   | Italia      | 17 | 7 | 6 | 1 | 19 | 6  | 3,167 | 603 | 528 | 1,142 |
| 2.   | Belgio      | 16 | 7 | 6 | 1 | 18 | 10 | 1,800 | 645 | 574 | 1,124 |
| 3.   | Spagna      | 15 | 7 | 5 | 2 | 17 | 11 | 1,545 | 645 | 613 | 1,052 |
| 4.   | Slovenia    | 14 | 7 | 4 | 3 | 16 | 12 | 1,333 | 622 | 581 | 1,071 |
| 5.   | Croazia     | 9  | 7 | 3 | 4 | 15 | 16 | 0,938 | 650 | 678 | 0,959 |
| 6.   | Romania     | 8  | 7 | 3 | 4 | 11 | 16 | 0,688 | 573 | 603 | 0,950 |
| 7.   | Paesi Bassi | 4  | 7 | 1 | 6 | 10 | 20 | 0,500 | 604 | 674 | 0,896 |
| 8.   | Serbia      | 1  | 7 | 0 | 7 | 6  | 21 | 0,286 | 544 | 635 | 0,857 |

      Qualificata alla fase finale.

#### Girone II

##### Risultati
| 1º luglio 2024 Kleisto Gymnastīrio Linto, Candia Durata: 1h:16 - Spettatori: 110  | Polonia   | 3 - 0 | Ungheria  | 25-17, 25-19, 25-21               |
| 1º luglio 2024 Kleisto Gymnastīrio Linto, Candia Durata: 1h:17 - Spettatori: 85   | Turchia   | 3 - 0 | Finlandia | 25-22, 25-17, 25-22               |
| 1º luglio 2024 Kleisto Gymnastīrio Linto, Candia Durata: 1h:22 - Spettatori: 200  | Bulgaria  | 3 - 0 | Germania  | 25-23, 25-19, 25-23               |
| 1º luglio 2024 Kleisto Gymnastīrio Linto, Candia Durata: 1h:12 - Spettatori: 670  | Grecia    | 3 - 0 | Lituania  | 25-20, 25-8, 25-17                |
| 2 luglio 2024 Kleisto Gymnastīrio Linto, Candia Durata: 2h:15 - Spettatori: 200   | Ungheria  | 3 - 2 | Finlandia | 24-26, 25-21, 22-25, 29-27, 15-11 |
| 2 luglio 2024 Kleisto Gymnastīrio Linto, Candia Durata: 1h:03 - Spettatori: 40    | Polonia   | 3 - 0 | Lituania  | 25-14, 25-15, 25-16               |
| 2 luglio 2024 Kleisto Gymnastīrio Linto, Candia Durata: 1h:48 - Spettatori: 120   | Bulgaria  | 3 - 1 | Turchia   | 25-22, 25-21, 19-25, 25-23        |
| 2 luglio 2024 Kleisto Gymnastīrio Linto, Candia Durata: 1h:40 - Spettatori: 1 270 | Germania  | 3 - 1 | Grecia    | 25-16, 25-19, 23-25, 25-19        |
| 3 luglio 2024 Kleisto Gymnastīrio Linto, Candia Durata: 2h:01 - Spettatori: 80    | Polonia   | 2 - 3 | Bulgaria  | 25-21, 25-21, 21-25, 26-28, 7-15  |
| 3 luglio 2024 Kleisto Gymnastīrio Linto, Candia Durata: 1h:55 - Spettatori: 110   | Turchia   | 2 - 3 | Germania  | 23-25, 25-20, 21-25, 25-12, 12-15 |
| 3 luglio 2024 Kleisto Gymnastīrio Linto, Candia Durata: 1h:14 - Spettatori: 60    | Lituania  | 0 - 3 | Finlandia | 22-25, 15-25, 23-25               |
| 3 luglio 2024 Kleisto Gymnastīrio Linto, Candia Durata: 1h:45 - Spettatori: 750   | Grecia    | 1 - 3 | Ungheria  | 18-25, 20-25, 25-22, 13-25        |
| 5 luglio 2024 Kleisto Gymnastīrio Linto, Candia Durata: 1h:36 - Spettatori: 80    | Ungheria  | 1 - 3 | Turchia   | 15-25, 25-22, 17-25, 21-25        |
| 5 luglio 2024 Kleisto Gymnastīrio Linto, Candia Durata: 1h:13 - Spettatori: 50    | Bulgaria  | 3 - 0 | Lituania  | 25-15, 25-21, 25-17               |
| 5 luglio 2024 Kleisto Gymnastīrio Linto, Candia Durata: 1h:39 - Spettatori: 150   | Germania  | 2 - 3 | Polonia   | 9-25, 25-20, 8-25, 25-23, 9-15    |
| 5 luglio 2024 Kleisto Gymnastīrio Linto, Candia Durata: 1h:20 - Spettatori: 980   | Finlandia | 0 - 3 | Grecia    | 19-25, 22-25, 19-25               |
| 6 luglio 2024 Kleisto Gymnastīrio Linto, Candia Durata: 1h:29 - Spettatori: 40    | Turchia   | 3 - 1 | Lituania  | 25-27, 25-11, 25-15, 25-14        |
| 6 luglio 2024 Kleisto Gymnastīrio Linto, Candia Durata: 1h:13 - Spettatori: 70    | Bulgaria  | 3 - 0 | Finlandia | 25-21, 25-10, 27-25               |
| 6 luglio 2024 Kleisto Gymnastīrio Linto, Candia Durata: 1h:02 - Spettatori: 60    | Germania  | 3 - 0 | Ungheria  | 25-16, 25-13, 25-12               |
| 6 luglio 2024 Kleisto Gymnastīrio Linto, Candia Durata: 1h:18 - Spettatori: 700   | Polonia   | 3 - 0 | Grecia    | 25-19, 25-19, 25-17               |
| 8 luglio 2024 Kleisto Gymnastīrio Linto, Candia Durata: 1h:38 - Spettatori: 40    | Finlandia | 1 - 3 | Germania  | 25-21, 16-25, 24-26, 18-25        |
| 8 luglio 2024 Kleisto Gymnastīrio Linto, Candia Durata: 1h:15 - Spettatori: 30    | Lituania  | 0 - 3 | Ungheria  | 23-25, 17-25, 22-25               |
| 8 luglio 2024 Kleisto Gymnastīrio Linto, Candia Durata: 1h:41 - Spettatori: 240   | Turchia   | 1 - 3 | Polonia   | 25-23, 18-25, 15-25, 22-25        |
| 8 luglio 2024 Kleisto Gymnastīrio Linto, Candia Durata: 1h:35 - Spettatori: 970   | Grecia    | 1 - 3 | Bulgaria  | 18-25, 19-25, 26-24, 10-25        |
| 9 luglio 2024 Kleisto Gymnastīrio Linto, Candia Durata: 1h:03 - Spettatori: 30    | Lituania  | 0 - 3 | Germania  | 19-25, 14-25, 20-25               |
| 9 luglio 2024 Kleisto Gymnastīrio Linto, Candia Durata: 1h:52 - Spettatori: 20    | Ungheria  | 3 - 2 | Bulgaria  | 12-25, 17-25, 25-18, 28-26, 15-13 |
| 9 luglio 2024 Kleisto Gymnastīrio Linto, Candia Durata: 1h:42 - Spettatori: 70    | Finlandia | 1 - 3 | Polonia   | 27-25, 19-25, 20-25, 21-25        |
| 9 luglio 2024 Kleisto Gymnastīrio Linto, Candia Durata: 1h:50 - Spettatori: 1 200 | Grecia    | 3 - 2 | Turchia   | 22-25, 25-19, 17-25, 25-18, 15-10 |

##### Classifica
| Pos. | Squadra   | Pt | G | V | P | SV | SP | Ratio | PF  | PS  | Ratio |
| ---- | --------- | -- | - | - | - | -- | -- | ----- | --- | --- | ----- |
| 1.   | Polonia   | 18 | 7 | 6 | 1 | 20 | 7  | 2,857 | 635 | 510 | 1,245 |
| 2.   | Bulgaria  | 18 | 7 | 6 | 1 | 20 | 7  | 2,857 | 637 | 539 | 1,182 |
| 3.   | Germania  | 15 | 7 | 5 | 2 | 17 | 10 | 1,700 | 583 | 545 | 1,070 |
| 4.   | Ungheria  | 10 | 7 | 4 | 3 | 13 | 14 | 0,929 | 560 | 602 | 0,930 |
| 5.   | Turchia   | 11 | 7 | 3 | 4 | 15 | 14 | 1,071 | 646 | 599 | 1,078 |
| 6.   | Grecia    | 8  | 7 | 3 | 4 | 12 | 14 | 0,857 | 537 | 571 | 0,940 |
| 7.   | Finlandia | 4  | 7 | 1 | 6 | 7  | 18 | 0,389 | 532 | 599 | 0,888 |
| 8.   | Lituania  | 0  | 7 | 0 | 7 | 1  | 21 | 0,048 | 385 | 550 | 0,700 |

      Qualificata alla fase finale.

### Fase finale

#### Tabellone
|  | Semifinali | Semifinali | Semifinali |        |     | Finale          | Finale          | Finale          |  |
|  |            |            |            |        |     |                 |                 |                 |  |
|  | 1I         | Italia     | 2          |        |     |                 |                 |                 |  |
|  | 1I         | Italia     | 2          |        |     |                 |                 |                 |  |
|  | 2II        | Bulgaria   | 3          |        |     |                 |                 |                 |  |
|  | 2II        | Bulgaria   | 3          |        | 2II | Bulgaria        | 3               |                 |  |
|  |            |            |            |        | 2II | Bulgaria        | 3               |                 |  |
|  |            |            | 2I         | Belgio | 0   |                 |                 |                 |  |
|  | 1II        | Polonia    | 2I         | Belgio | 0   | 1               |                 |                 |  |
|  | 1II        | Polonia    |            |        |     | 1               |                 |                 |  |
|  | 2I         | Belgio     | 3          |        |     | Finale 3º posto | Finale 3º posto | Finale 3º posto |  |
|  | 2I         | Belgio     | 3          |        |     |                 |                 |                 |  |
|  |            |            |            |        |     |                 |                 |                 |  |
|  |            |            |            |        |     | 1I              | Italia          | 3               |  |
|  |            |            |            |        |     | 1I              | Italia          | 3               |  |
|  |            |            |            |        |     | 1II             | Polonia         | 2               |  |

#### Risultati

##### Semifinali
| 12 luglio 2024 Sala polivalentă Alba Blaj, Blaj Durata: 2h:12 - Spettatori: 350 | Italia  | 2 - 3 | Bulgaria | 20-25, 25-23, 20-25, 25-17, 16-18 |
| 12 luglio 2024 Sala polivalentă Alba Blaj, Blaj Durata: 1h:48 - Spettatori: 150 | Polonia | 1 - 3 | Belgio   | 14-25, 25-23, 19-25, 24-26        |

##### Finale 3º posto
| 13 luglio 2024 Sala polivalentă Alba Blaj, Blaj Durata: 1h:58 - Spettatori: 200 | Italia | 3 - 2 | Polonia | 18-25, 25-17, 25-16, 20-25, 15-9 |

##### Finale
| 13 luglio 2024 Sala polivalentă Alba Blaj, Blaj Durata: 1h:24 - Spettatori: 500 | Bulgaria | 3 - 0 | Belgio | 25-15, 25-18, 28-26 |

## Classifica finale
| Pos | Squadra     | Rosa |
| --- | ----------- | --- |
|     | Bulgaria    | Formazione: 1 S. Ivanova, 2 Ninova, 3 Nedjalkova, 4 Okoro, 5 Žekova, 9 Todorova, 14 D. Ivanova, 16 Djankova, 17 B. Ivanova, 18 Veneva, 19 Parapunova, 20 Sarieva, 21 Angelova, 30 Naneva, CT: Zetova                              |
|     | Belgio      | Formazione: 1 De Ryck, 3 Vanassche, 4 Deleu, 5 Weyers, 6 Timmermans, 8 Maes, 9 Debout, 10 Josevski, 12 Hemelings, 14 Peeters, 15 Pipeleers, 19 Hoste, 21 Radovic, 24 Verhelst, CT: Vande Velde                                    |
|     | Italia      | Formazione: 1 Spaziano, 2 Sari, 3 Caruso, 4 Peroni, 6 Aimaretti, 9 Quero, 10 Tosini, 12 Bonafede, 13 Susio, 14 Moroni, 16 Cornelli, 18 Zanella, 20 Stagnaro, 21 Fratangelo, CT: Fanni                                             |
| 4   | Polonia     | Formazione: 1 Wika, 2 Kaczmarzyk, 4 Robińska, 5 Janusz, 6 Gucwa, 7 Ornoch, 9 Wieczorek, 10 Szewczyk, 13 Pokrzywińska, 16 Pinderska, 17 Wójcik, 19 Dorywalska, 22 Siuda, 23 Koput, CT: Orlik                                       |
| 5   | Germania    | Formazione: 2 Slacanin, 3 Olliges, 4 Schoof, 8 Ligacheva, 9 Grozer, 12 Schütte, 14 Schultze, 15 Loker, 16 Rosemann, 18 Seybering, 20 Steinhilber, 21 Grun, 30 Heil, 33 Franzen, CT: Wolff                                         |
| 6   | Spagna      | Formazione: 1 Uwagboe, 2 Escusa, 3 Ginesta, 4 Busquets, 6 López de Lerma, 7 Caldentey, 8 Losada, 10 Dogliotti, 11 Suárez, 13 Verbeek, 14 Peña, 16 Botcher, 17 Pavón, 18 Okeke, CT: Sanchez Flor                                   |
| 7   | Slovenia    | Formazione: 3 Kešelj, 4 T. Jurič, 5 Oman, 6 E. Jurič, 8 Dragšič, 9 Pangerc, 10 Koren, 11 Donko, 12 Grbas, 13 Fučka, 15 Vučurević, 17 Počkar, 19 Pogorevc, 21 Brenčič, CT: Miklavc                                                 |
| 8   | Ungheria    | Formazione: 1 Nánási, 3 Mihálszki, 4 Csereklye, 5 A. Zsombók, 7 Pusztai, 8 Szabados, 10 Pampuch, 12 Teleki, 14 Fekete, 18 Eged, 19 Gajdács, 21 Nagy, 22 E. Zsombók, 23 Németh, 47 Klein, CT: Horváth                              |
| 9   | Turchia     | Formazione: 1 Uysalcan, 4 Altıntaş, 5 Kaçmaz, 6 Erdoğan, 7 Özerol, 9 Başaran, 10 Esepaşa, 11 Olgar, 14 Yılmaz, 16 Evşen, 18 Akpınar, 23 Ceyd. Kuyan, 36 Hasdemir, 99 Ceyl. Kuyan, CT: İnanç                                       |
| 10  | Croazia     | Formazione: 2 L. Prkačin, 3 Caušević, 4 Ucović, 5 Roso, 6 Lulić, 7 Gulin, 8 A. Prkačin, 9 Mlinar, 10 Golemac, 11 Smojver, 12 Francetić, 13 Vasilj, 14 Morić, 16 Čižmar, CT: Ilić                                                  |
| 11  | Grecia      | Formazione: 1 Drempela, 2 Karagiannī, 3 Katsalī, 4 Zempekī, 5 Mpitsaktsī, 6 Terzakī, 7 Dagre, 8 Tikmanidou, 9 Dīmītriou, 10 Nanou, 14 Papathanasiou, 15 Pitsoulī, 18 Priniōtakī, 19 Iōannidī, CT: Gkountas                        |
| 12  | Romania     | Formazione: 1 Vizitiu, 3 Stirbu, 4 Ruci, 5 Marin, 7 Buricea, 8 Criclevit, 10 Cocan, 11 Pârv, 17 Cucu, 18 Colesnicov, 20 Ocenic, 21 Stănculescu, 22 Balica, 23 Toma, CT: Radu                                                      |
| 13  | Paesi Bassi | Formazione: 3 van Dijk, 4 Raatjes, 5 Evers, 6 Radstake, 7 Grooters, 8 Dambrink, 9 de Maar, 10 Meijer, 11 Geerdes, 13 van der Sluis, 15 van Lier, 16 Zijlstra, 18 Schimmel, 19 Wiegerinck, 21 Liesting, CT: Munter                 |
| 14  | Finlandia   | Formazione: 1 Mikkonen, 2 Nielikäinen, 3 Päykkönen, 4 Karjanlahti, 5 Nikkanen, 6 Haapaniemi, 7 Tyrkkö, 8 Moliis, 9 A. Siika-Aho, 10 Kerman, 11 Heimala, 12 S. Siika-Aho, 13 Kukkohovi, 14 Koivuniemi, CT: Huhtakangas             |
| 15  | Serbia      | Formazione: 2 Mihajlović, 3 Ristić, 5 Ristanović, 7 Carić, 8 Obućina, 10 Rnjak, 11 Vujović, 12 Reljić, 13 Kostadinović, 14 Stanković, 15 Ilić, 16 Zorić, 21 Mušicki, 33 Marjanović, CT: Vulović                                   |
| 16  | Lituania    | Formazione: 2 Baranauskaite, 3 Kulikauskaitė, 4 Cesnaviciute, 5 Vilkicka, 6 Vytulytė, 7 Kliauz, 8 Radavičiūtė, 9 Bartkutė, 10 Nutautaitė, 11 Vaičiulytė, 13 Ivčenkaitė, 14 Vitartaitė, 15 Rakauskaitė, 17 Dedūraitė, CT: Galdikas |

|  |  |  |  | Qualificate al Campionato mondiale under 19 2025 |

## Premi individuali
| Premio                 | Nome            | Squadra  |
| ---------------------- | --------------- | -------- |
| MVP                    | Dimana Ivanova  | Bulgaria |
| Miglior palleggiatrice | Dimana Ivanova  | Bulgaria |
| Miglior opposto        | Liese Verhelst  | Belgio   |
| Miglior schiacciatrice | Ludovica Tosini | Italia   |
| Miglior schiacciatrice | Kalina Veneva   | Bulgaria |
| Miglior centrale       | Darina Naneva   | Bulgaria |
| Miglior centrale       | Veronica Quero  | Italia   |
| Miglior libero         | Jasmine Debout  | Belgio   |

## Statistiche
| Rendimento individuale | Rendimento individuale | Rendimento individuale | Rendimento individuale |
| Pos.                   | Nome                   | Punti                  | Squadra                |
| ---------------------- | ---------------------- | ---------------------- | ---------------------- |
| 1                      | Tea Radovic            | 160                    | Belgio                 |
| 2                      | Liese Verhelst         | 158                    | Belgio                 |
| 3                      | Ludovica Tosini        | 155                    | Italia                 |
| 4                      | Denika Angelova        | 118                    | Bulgaria               |
| 4                      | Natasza Ornoch         | 118                    | Polonia                |
| 6                      | Leana Grozer           | 112                    | Germania               |
| 7                      | Ceylin Kuyan           | 110                    | Turchia                |
| 7                      | Maša Mlinar            | 110                    | Croazia                |
| 9                      | Veronica Quero         | 109                    | Italia                 |
| 10                     | Kalina Veneva          | 107                    | Bulgaria               |

| Attacchi vincenti | Attacchi vincenti | Attacchi vincenti | Attacchi vincenti |
| Pos.              | Nome              | Punti             | Squadra           |
| ----------------- | ----------------- | ----------------- | ----------------- |
| 1                 | Tea Radovic       | 131               | Belgio            |
| 1                 | Ludovica Tosini   | 131               | Italia            |
| 3                 | Liese Verhelst    | 117               | Belgio            |
| 4                 | Ceylin Kuyan      | 97                | Turchia           |
| 5                 | Inés Losada       | 96                | Spagna            |
| 6                 | Maša Mlinar       | 90                | Croazia           |
| 6                 | Natasza Ornoch    | 90                | Polonia           |
| 8                 | Dīmītra Nanou     | 88                | Grecia            |
| 9                 | Milana Stanković  | 83                | Serbia            |
| 10                | Tani Jurič        | 82                | Slovenia          |
| 10                | Kalina Veneva     | 82                | Bulgaria          |

| Muri vincenti | Muri vincenti     | Muri vincenti | Muri vincenti |
| Pos.          | Nome              | Punti         | Squadra       |
| ------------- | ----------------- | ------------- | ------------- |
| 1             | Denika Angelova   | 32            | Bulgaria      |
| 2             | Marija Zorić      | 27            | Serbia        |
| 3             | Aura Suárez       | 25            | Spagna        |
| 4             | Liese Verhelst    | 24            | Belgio        |
| 5             | Flore Maes        | 22            | Belgio        |
| 6             | Bojana Ristanović | 20            | Serbia        |
| 6             | Klara Vasilj      | 20            | Croazia       |
| 8             | Nina Evers        | 19            | Paesi Bassi   |
| 8             | Allegra Vučurević | 19            | Slovenia      |
| 10            | Giorgia Sari      | 18            | Italia        |

| Battute vincenti | Battute vincenti  | Battute vincenti | Battute vincenti |
| Pos.             | Nome              | Punti            | Squadra          |
| ---------------- | ----------------- | ---------------- | ---------------- |
| 1                | Leana Grozer      | 22               | Germania         |
| 1                | Natasza Ornoch    | 22               | Polonia          |
| 3                | Denika Angelova   | 21               | Bulgaria         |
| 4                | Tea Radovic       | 20               | Belgio           |
| 5                | Ioana Criclevit   | 17               | Romania          |
| 5                | Liese Verhelst    | 17               | Belgio           |
| 7                | Lorena Kešelj     | 16               | Slovenia         |
| 8                | Ludovica Tosini   | 15               | Italia           |
| 9                | Annika Koivuniemi | 14               | Finlandia        |
| 9                | Dīmītra Nanou     | 14               | Grecia           |